# David Wineland
Pour les articles homonymes, voir Wineland.
David Wineland, né le 24 février 1944 à Milwaukee dans le Wisconsin aux États-Unis, est un physicien américain. Il est co-lauréat du prix Nobel de physique en 2012 avec le français Serge Haroche.

## Biographie
David Jeffrey Wineland fait ses études de physique à l'université de Californie à Berkeley (maitrise en 1965) puis à l'université Harvard où il soutient sa thèse en 1970. De 1970 à 1975, il fait son post-doctorat à l'université de Washington avant d'intégrer le National Institute of Standards and Technology (NIST), comme chercheur puis directeur d'un groupe de recherche à partir de 1979. En plus de son laboratoire au NIST, il enseigna à l'université du Colorado à Boulder de 1985 à 1993.

## Prix et distinctions
- 2007 : National Medal of Science
- 2012 : Prix Nobel de physique, colauréat avec Serge Haroche